# Тацуно (Наґано)

35°58′57″ пн. ш. 137°59′15″ сх. д. / 35.98250° пн. ш. 137.98750° сх. д.
Та́цуно (яп. 辰野町, たつのまち, МФА: [tat͡suno mat͡ɕi̥]) — містечко в Японії, в повіті Камі-Іна префектури Наґано. Станом на 1 квітня 2009 площа містечка становила 169,02 км². Станом на 1 липня 2011 населення містечка становило 20 720 осіб.